# حودة (ريمة)

تعديل مصدري - تعديل

قرية حوده هي إحدى قرى عزلة القرصب الواقعة ضمن مديرية كسمة التابعة لمحافظة ريمة، بلغ تعداد سكانها (721) نسمة حسب تعداد اليمن لعام 2004.

## المحلات التابعة للقرية
- بيت السلف
- سوق السلف
- عمقه
- السورة
- عليه
- قحوف
- الحجرة
- البيت العالية
- بيت النقيل
- رجزه
- الجدة
- الكدحه

## روابط خارجية
- الدليل الشامــل